# Luka Marković
Luka Marković (* 27. April 1993 in Zagreb) ist ein ehemaliger kroatischer Eishockeyspieler, der unter anderem beim HC Dukla Trenčín in der slowakischen Extraliga unter Vertrag stand.

## Karriere
Luka Marković begann seine Karriere als Eishockeyspieler in der Nachwuchsabteilung des MHK Dubnica, für den er in der slowakischen U-18-Liga spielte. 2010 wechselte der Defensivspieler innerhalb der Slowakei zum HC Dukla Trenčín, für den er zunächst auch in Nachwuchsligen spielte. In der Spielzeit 2012/13 gab er sein Debüt in der Extraliga. Im Februar 2014 wechselte er zum deutschen Oberligisten EC Peiting, wo er die Saison beendete. Anschließend wechselte er nach Trenčín zurück und schloss sich den dortigen Gladiators aus der European University Hockey League an, wo 2015 im Alter von nur 22 Jahren seine Karriere beendete.

### International
Für Kroatien nahm Marković im Juniorenbereich an der U18-Weltmeisterschaft 2009 in der Division II sowie den Division-I-Turnieren der U20-Junioren-Weltmeisterschaften 2011, 2012 und 2013 teil.
Sein Debüt in der Herren-Nationalmannschaft der Kroaten gab er bei den Weltmeisterschaften der Division II 2012. Ein Jahr später gelang ihm mit seiner Mannschaft durch den Sieg beim Heimturnier in Zagreb der Aufstieg in die Division I. Dort spielte er dann bei der Weltmeisterschaft 2014.

## Erfolge und Auszeichnungen
- 2013 Aufstieg in die Division I, Gruppe B bei der Weltmeisterschaft der Division II, Gruppe A

## Extraliga-Statistik
(Stand: Ende der Saison 2013/14)